# مكافأة تنبيه الدماغ

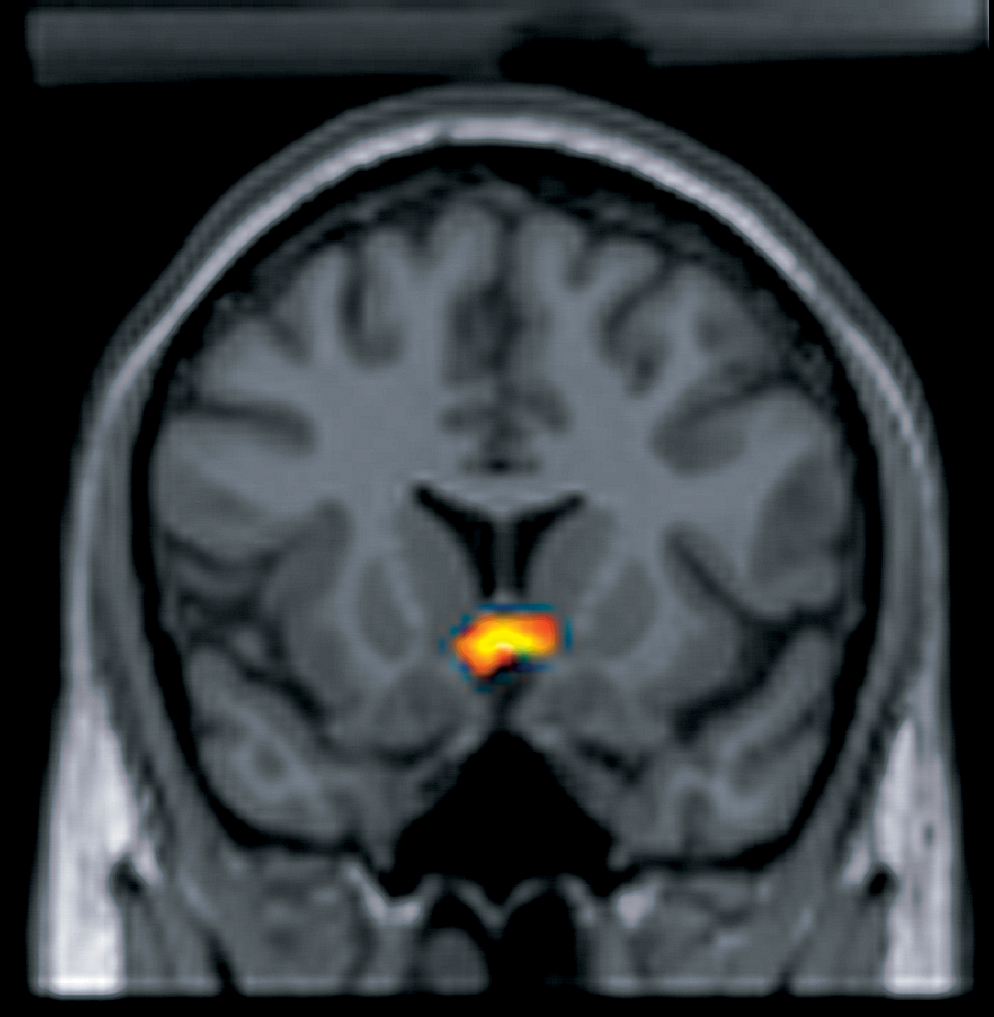
يَنشُط الدماغ المتوسط البطني حين يتناول البشر مكافأة عصير غير متوقعة. مكافآت النقود -ورغم أنها اتفاق اجتماعي متعارف عليه- تُنشِّط نفس المناطق تحت القشرية المعالِجة للمكافأة في الدماغ.

مكافأة تنبيه الدماغ (BSR) هي ظاهرة ممتعة تنتج عن تنبيه مباشر لمناطق محددة من الدماغ، اكتُشفت من قبل جيمس أولدز وبيتر ميلنر. تعمل مكافأة تنبيه الدماغ كإشراط استثابي قوي معزِّز. ينشِّط التنبيه دورة نظام المكافأة ويؤسس عاداتِ استجابةٍ مماثلة لتلك المؤسسة بواسطة المكافآت الطبيعية مثل الطعام والجنس. بينت تجارب على مكافأة تنبيه الدماغ أن تنبيه تحت المهاد الجانبي، جنبا إلى جنب مع مناطق أخرى في الدماغ مرتبطةٍ بالمكافأة الطبيعية، كان مكافئا ومحدثا للتحفيز كذلك. يُنتِج التنبيه الكهربائي للدماغ وحقن العقاقير داخل الجمجمة إحساسَ مكافأةٍ قويٍ بسبب تنشيط مباشر نسبيا لدورة نظام المكافأة، ويعتبر هذا التنشيط مباشرا أكثر من المكافآت الناتجة عن منبهات طبيعية، لكون إشارات تلك المنبهات تنتقل عبر أعصاب محيطية غير مباشرة بشكل أكبر. وُجدت مكافأة تنبيه الدماغ لدى جميع الفقاريات التي تم اختبارها بما في ذلك البشر، وثم إثبات أنها وسيلة مفيدة لفهم كيفية معالجة المكافآت الطبيعة بواسطة مناطق ودورات محددة في الدماغ، وكذلك لفهم النقل العصبي المرتبط مع نظام المكافأة.
التنبيه الذاتي داخل القحف (ICSS) هي طريقةُ الإشراط الاستثابي المستخدَمةُ لإنتاج مكافأة تنبيه الدماغ في الوضع التجريبي. يتطلب التنبيه الذاتي داخل القحف أفرادا مزروعة فيهم إلكترودات بشكل دائم في مناطق متعددة من الدماغ معروف بأنها تُحدث مكافأة تنبيه الدماغ حين يتم تنبيهها، ويُدرّب هؤلاء الأفراد للاستجابة المستمرة للتنبيه الكهربائي لتلك المناطق من الدماغ. دراسات التنبيه الذاتي داخل القحف مفيدة بشكل خاص لاختبار تأثيرات مختلف التلاعبات الدوائية على حساسية نظام المكافأة، ويتم استخدام التنبيه الذاتي داخل القحف كوسيلة لقياس مدى مسؤولية ومساهمة العقارات بمختلف أقسامها في الإدمان بما في ذلك تلك التي تعمل كأحادي أمين الفعل، أشباه أفيونيات، والنواقل العصبية كولينية الفعل. بيانات هذه الدراسات تتناسب مع نتائج دراسات التعاطي الذاتي حول خصائص العقار المسببة للإدمان.